# Dobrý časy (film)
Dobrý časy (v anglickém originále Good Time) je americký film, který byl režírován a napsán Joshuou a Benem Safdiovými v roce 2017. Napsali ho Josh Safdie a Ronald Bronstein. V hlavních rolích účinkují Robert Pattinson, Barkhad Abdi, Jennifer Jason Leigh a Buddy Duress. Původní soundtrack složil elektronický hudebník Oneohtrix Point Never.
Film získal kladné kritiky a byl vybrán do soutěže o Zlatou palmu v hlavní soutěžní sekci na filmovém festivalu v Cannes 2017.